# نازنین رحمانی
نازنین رحمانی (زاده ۱۲ اسفند ۱۳۷۱) قایقران روئینگ اهل ایران است.
از افتخارات وی می‌توان به کسب ۲ مدال طلا در مسابقات قهرمانی روئینگ آسیا در سال ۲۰۱۷ اشاره کرد.